# کورسدورف
کورسدورف (به آلمانی: Cursdorf) یک شهر  در آلمان است که در زارفلد-رودلشتات واقع شده‌است. کورسدورف ۷۲۷ نفر جمعیت دارد.